# WCW World Championship Wrestling
Pour les articles homonymes, voir World Championship Wrestling.
WCW World Championship Wrestling (WCW Wrestling, ou encore Super Star Pro Wrestling au Japon) est un jeu vidéo de catch professionnel commercialisé sur console Nintendo Entertainment System en 1990. Il s'agit du premier (et à ce jour unique) jeu vidéo basé sur la National Wrestling Alliance (à cette époque, la WCW était un membre de la NWA).

## Système de jeu
Chaque catcheur dans WCW World Championship Wrestling a huit prises « sélectionnables », deux prises Irish whip, et une prise de finition. WCW World Championship Wrestling est différent des autres jeux de catch car le joueur choisit son moveset avant le match. Chaque catcheur a un menu de huit prises (chaque catcheur n'ayant qu'un unique moveset), dans lequel le joueur peut en choisir quatre (chaque prise sélectionnée est assignée à la direction sur la manette).
Il existe plusieurs types de prises exécutables dans le jeu. Les prises Irish whip sont réalisées en premier en préparant un Irish whip (envoyer l'adversaire dans les cordes en pressant gauche et B ou droit et B) et ensuite pressant soit A ou B quand l'adversaire est proche. Chaque catcheur a un différent Irish whip (bien que ces prises ne soit pas sélectionnables dans le menu moveset). Chaque catcheur possède également sa propre prise de finition. Ceux-ci doivent être réalisés dans le milieu du ring et ne peuvent seulement être appliqués quand l'adversaire n'a plus que deux barres restantes dans sur l'écran de contrôle. La prise est réalisée en pressant simultanément sur A et B. Les prises de finition délivrés donnent plus de dommage que d'autres prises et sont faites pour mettre fin au match par K.O. ou soumission.